# Arnaud Dely
Arnaud Dely (22 januari 1997) is een Belgisch atleet, duatleet en triatleet.

## Levensloop
In 2018 werd hij 5de op het wereldkampioenschap duatlon korte afstand in het Deense Fyn, dankzij deze prestatie werd hij er te wereldkampioen bij de beloftes. In 2021 won hij brons op het Europees kampioenschap op de standaard afstand in het Roemeense Târgu Mureș., alsook op het wereldkampioenschap duatlon korte afstand in het Spaanse Avilés.
In 2022 won hij samen met Maurine Ricour zilver in de 'mixed relay' op  de Wereldspelen van 2022 in het Amerikaanse Birmingham en in het individueel parcours werd hij er vijfde. Een maand eerder werd hij (samen met Ricour) te Târgu Mureș de eerste wereldkampioen in de gemengde aflossing. Op het EK in het Spaanse Bilbao dat jaar behaalde hij brons.
Op het WK korte afstand van 2023 in het Spaanse Ibiza werd hij vierde en in de gemengde estafette behaalde hij er samen met Ricour brons. In het Italiaanse Caorle behaalde hij daarnaast zilver op het EK.